# Angelo biondo (album)
Angelo biondo è un album della cantante italiana Tiziana Rivale pubblicato dall'etichetta musicale SAAR Records nel 1998.

## Tracce
1. Sarà quel che sarà (M. Fabrizio, R. Ferri)
2. Sempre, sempre, sempre (E. Riccardi, L. Albertelli)
3. Habanera (V. Pallavicini, Coscia, Ferrari)
4. Tell him (L. Thompson, D. Foster, W. Afanasieff)
5. Georgia on my mind (S. Gorrell, H. Carmichael)
6. Solamente una vez (A. Lara)
7. La voce del silenzio (P. Limiti, Mogol, E. Isola)
8. Someone to Watch Over Me (I. Gershwin, G. Gershwin)
9. Camino verde (C. Larrea)
10. Hopelessly devoted to you (J. Farrar)
11. Angelo biondo (I should care) (Larici, S. Cahn, A. Stordahl, P. Weston)
12. Una banda d'amore (T. Rivale, N. Nakajima)